# Öster-Näversjön
Öster-Näversjön är en sjö i Krokoms kommun i Jämtland och ingår i Indalsälvens huvudavrinningsområde. Sjön har en area på 3,22 kvadratkilometer och ligger 295 meter över havet. Sjön avvattnas av vattendraget Nävran.

## Delavrinningsområde
Öster-Näversjön ingår i det delavrinningsområde (703701-142839) som SMHI kallar för Utloppet av Öster-Näversjön. Medelhöjden är 316 meter över havet och ytan är 42,32 kvadratkilometer. Räknas de 12 avrinningsområdena uppströms in blir den ackumulerade arean 149,35 kvadratkilometer. Nävran som avvattnar avrinningsområdet har biflödesordning 3, vilket innebär att vattnet flödar genom totalt 3 vattendrag innan det når havet efter 221 kilometer. Avrinningsområdet består mestadels av skog (57 procent) och sankmarker (27 procent). Avrinningsområdet har 3,65 kvadratkilometer vattenytor vilket ger det en sjöprocent på 8,6 procent.